# Pierre Daunou
Pour les articles homonymes, voir Daunou.
Pierre-Claude-François Daunou, né à Boulogne-sur-Mer le 18 août 1761 et mort à Paris le 20 juin 1840, est un homme politique, archiviste et historien français actif durant la Révolution française et le Premier Empire. En retrait durant la Restauration, il retrouve des fonctions dans la vie publique durant la monarchie de Juillet. Il est député à la Convention nationale, au Conseil des Cinq-Cents, au Tribunat et membre de la Chambre des Pairs. Il est également secrétaire perpétuel de l'Académie des inscriptions et belles-lettres et professeur au Collège de France.

## Biographie
Issu d’une famille qui était de confession protestante au XVIIe siècle, fils de Pierre Daunou, chirurgien de Boulogne-sur-Mer et de Marie-Antoinette-Péronne Sauzet, Pierre Daunou est élève puis professeur chez les Oratoriens. Ordonné prêtre en 1787, il enseigne les belles-lettres, la philosophie et la théologie dans plusieurs des collèges des Oratoriens. Il publie un discours sur l’Influence littéraire de Boileau (1787) couronné par l'Académie de Nîmes, et un Mémoire sur l'origine, l'étendue et les limites de l'autorité paternelle (1788) remarqué l'Académie de Berlin.
Daunou reçoit les ordres en 1787. Il fréquente la Société populaire de Boulogne-sur-Mer, rédige des écrits favorables à la Révolution et prête serment à la constitution civile du clergé, devienant en 1791 vicaire épiscopal de Porion, évêque constitutionnel du Pas-de-Calais.

### Mandat à la Convention
La monarchie constitutionnelle mise en place par la constitution du 3 septembre 1791 prend fin à l'issue de la journée du 10 août 1792 : les bataillons de fédérés bretons et marseillais et les insurgés des faubourgs de Paris prennent le palais des Tuileries. Louis XVI est suspendu et incarcéré avec sa famille à la tour du Temple. 
En septembre 1792, Pierre Daunou est élu député du département du Pas-de-Calais, le onzième et dernier, à la Convention nationale. En avril 1793, il émet un projet de constitution. 
Il siège sur les bancs de la Gironde. Lors du procès de Louis XVI, il vote « la détention, le bannissement à la paix », rejette l'appel au peuple mais se prononce en faveur du sursis à l'exécution de la peine. En avril 1793, il est absent lors de la mise en accusation de Jean-Paul Marat. En mai, il vote contre le rétablissement de la Commission des Douze. En octobre, sur motion de Jean-Pierre-André Amar, du Comité de Sûreté générale, il est décrété d'arrestation pour avoir signé une protestation contre les journées du 31 mai et du 2 juin. Lui et les autres protestataires sont libérés et réintégrés à leurs fonctions en frimaire an III (décembre 1794).
Daunou adhère à la réaction et occupe des fonctions dans les institutions de la Convention thermidorienne. En nivôse an III (décembre 1794), il est élu secrétaire, aux côtés d'Antoine Boucher-Saint-Sauveur et d'Ange Chiappe, sous la présidence de Pierre Louis Bentabole. En floréal an III(avril 1795), il est élu membre de la Commission des Onze chargée de « préparer les lois organiques de la constitution ». En fructidor an III (septembre 1795), aux côtés de Théophile Berlier, de Jean-Jacques-Régis de Cambacérès et de Louis-Marie de La Révellière-Lépeaux, il est élu membre du Comité de Salut public. En thermidor an III (août 1795), il est élu président de la Convention, et ses secrétaires sont Georges Dentzel, Jacques-Henri Laurenceot et Jean-Baptiste Quirot. 
Favorable au suffrage censitaire institué par la constitution de l'an III, l'historienne Christine Le Bozec juge que Daunou fait partie des républicains opportunistes de la Commission des Onze, qui ont « une vision intéressée de la république, comme moyen conservateur ». 
Il présente un rapport « sur les moyens de donner plus d'intensité au gouvernement », défendit le rapport sur la loi électorale, sur l'instruction publique et sur l'organisation de l'Institut de France. La loi du 3 brumaire an IV sur l'instruction publique est souvent désignée sous le nom de loi Daunou.

### Mandat au Cinq-Cents
En brumaire an IV (octobre 1795), sous le Directoire, Daunou est réélu député du Pas-de-Calais au conseil des Cinq-Cents. À l'ouverture de la session, il est élu président du Conseil, et ses secrétaires sont Jean-Jacques-Régis de Cambacérès, Marie-Joseph Chénier, Jean-François Reubell et Antoine Claire Thibaudeau. Daunou est tiré au sort pour partir du Conseil le 1er prairial an V (20 mai 1797). 
En germinal an VI (avril 1798), Daunou est réélu député du Pas-de-Calais aux Cinq-Cents. En fructidor an VI (août 1798), il est réélu président du Conseil, et ses secrétaires sont Lucien Bonaparte, Jean-Joseph-Victor Génissieu, Jean-Baptiste Girot-Pouzol et Nicolas François Thiessé. 
Il s'y occupa des questions d'instruction publique, de l'organisation du Tribunal de cassation, de la répression des délits de presse, de la loi électorale, etc. Envoyé en mission à Rome en 1798 après l'assassinat du général Duphot, il rédigea la Constitution de la République romaine. À la même époque, il fut nommé administrateur de la bibliothèque Sainte-Geneviève.

### Sous le Consulat et l'Empire

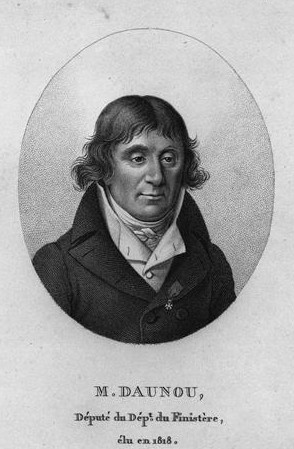

Revenu en France au moment du coup d'État du 18 brumaire, auquel il collabora, il fit partie, le 19 brumaire an VIII (10 novembre 1799), de la commission intermédiaire chargée du pouvoir législatif et contribua à la rédaction de la Constitution de l'an VIII. Il publia, à la demande de Bonaparte, un Essai historique sur la puissance temporelle des papes (1799).
Appelé au Conseil d'État le 3 nivôse an VIII (24 décembre 1799), il refusa ce poste et entra dès le lendemain au Tribunat, dont il devint le président. Son attitude jugée trop indépendante, ses discours contre l'autorité excessive des préfets et contre l'organisation des tribunaux spéciaux, le firent écarter du pouvoir par Bonaparte en 1802 avec ceux que ce dernier appelait « idéologues ».
Il refusa une nouvelle fois le Conseil d'État, ainsi que la direction de l'Instruction publique, et n'accepta que les fonctions d'archiviste du Corps législatif le 24 frimaire an XIII (15 décembre 1804) en remplacement de Camus et la croix de chevalier de la Légion d'honneur (1810).
D’esprit trop indépendant pour continuer à s’occuper de politique, il se consacra dès lors à l’organisation des bibliothèques et des archives et devint en 1804 Garde général des Archives de l'Empire, et censeur impérial en 1810. C'est lui qui communiqua les manuscrits originaux du poète André Chénier, alors méconnu, à l'éditeur et écrivain Henri de Latouche qui les publia en 1819.

### Sous la Restauration
Menacé, en décembre 1815, par le comte de Vaublanc d'être privé de ses fonctions aux archives, il écrivit au ministre qu'« il lui attribuait des opinions qu'il n'avait jamais eues ». Il finit par perdre sa charge le 23 février 1816 (elle ne lui fut rendue qu'en 1830), mais fut élu en 1819 professeur au Collège de France à la chaire  d'histoire et de morale. Ses leçons, pleines d'une érudition judicieuse et d'une ingénieuse critique, furent très suivies. Il devint également rédacteur en chef du Journal des Savants.
Élu député par le collège de département du Finistère le 25 mars 1819 en remplacement de Manuel qui avait opté pour la Vendée, il siégea dans l'opposition constitutionnelle. Il sortit de la Chambre au renouvellement de 1820 et n'y rentra que le 21 avril 1828, envoyé par les électeurs du 1er arrondissement du Finistère (Brest) en remplacement du comte de Kératry, qui avait opté pour Les Sables-d'Olonne. Il signa l'adresse des 221 contre le ministère Polignac et fut réélu le 23 juin 1830.

### Sous la monarchie de Juillet

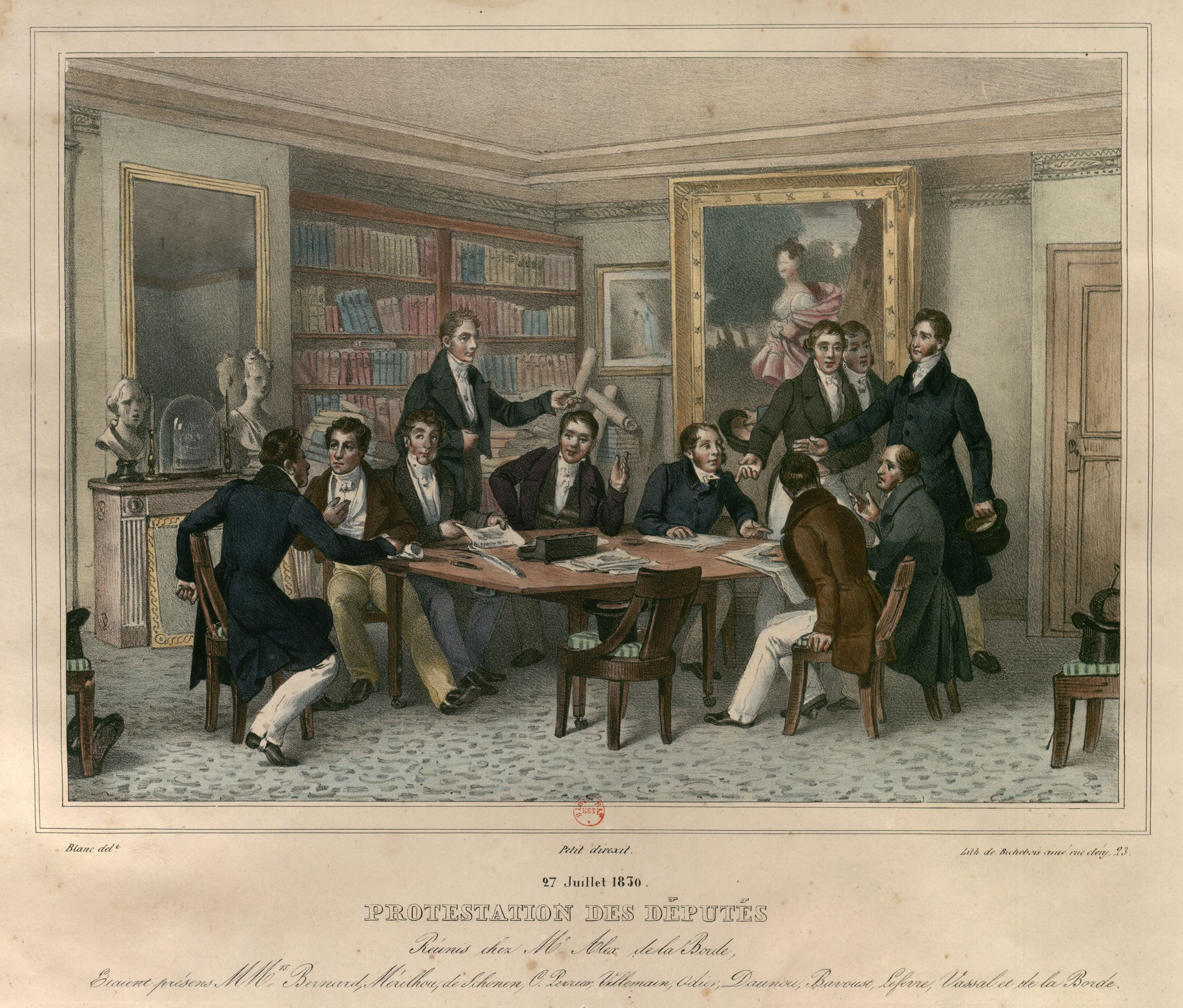
Protestation des députés réunis chez Alexandre de Laborde, le 27 juillet 1830.

Après les Trois Glorieuses, la monarchie de Juillet lui rendit en 1830 ses fonctions de Garde général des Archives qu’il conserva jusqu’à sa mort en 1840 et dans lesquelles il laissa une telle empreinte qu’on parle encore aujourd'hui du « fauteuil de Daunou » pour désigner le poste de directeur des Archives.
À la suite de sa nomination aux Archives, Daunou avait obtenu de ses électeurs la confirmation de son mandat de député le 21 octobre 1830, et il en obtint le renouvellement le 5 juillet 1831. Il siégea jusqu'aux élections de 1834 et présenta à la Chambre des députés plusieurs rapports, entre autres sur l'instruction primaire (décembre 1831).
Membre de l'Académie des sciences morales et politiques lors de sa réorganisation en 1832, il devint secrétaire perpétuel de l'Académie des inscriptions et belles-lettres (1838) et fut élevé à la dignité de pair de France (7 novembre 1839) peu de temps avant sa mort.
Il est enterré au cimetière du Père-Lachaise (28e division). Sa tombe est ornée d'un médaillon en bronze à son effigie, œuvre de David d'Angers.

## Œuvres
Parmi les nombreuses publications de Daunou, on peut citer :
- De l'influence de Boileau sur la littérature française, 1787
- Étendue et limites de la puissance paternelle, 1788
- Essai historique sur la puissance temporelle des papes, 1799
- Continuation de l'Histoire de Pologne de Claude-Carloman de Rulhière, 1807
- Continuation de la collection des Historiens de France, ouvrage commencé par le bénédictin dom Bouquet, et de l’Histoire littéraire de la France
- Discours sur l'état des lettres au XIIIe siècle (Ducrocq, 1860)
- Essai sur les garanties individuelles que réclame l'état actuel de la société, 1819

Il a publié aussi de nombreuses éditions, avec notices, de divers auteurs, tels que :
- Nicolas Boileau, 1809 ;
- Marie-Joseph Chénier, 1811 ;
- Jean-François de La Harpe, 1826.

II a laissé un Cours d'études historiques, publié après sa mort par Alphonse Honoré Taillandier (1842-1849, 20 vol. in-8) : cet ouvrage, fruit des leçons qu'il faisait au Collège de France, traite de la « manière d'écrire l'histoire, des ressources de la critique historique ».

## Jugements et hommages

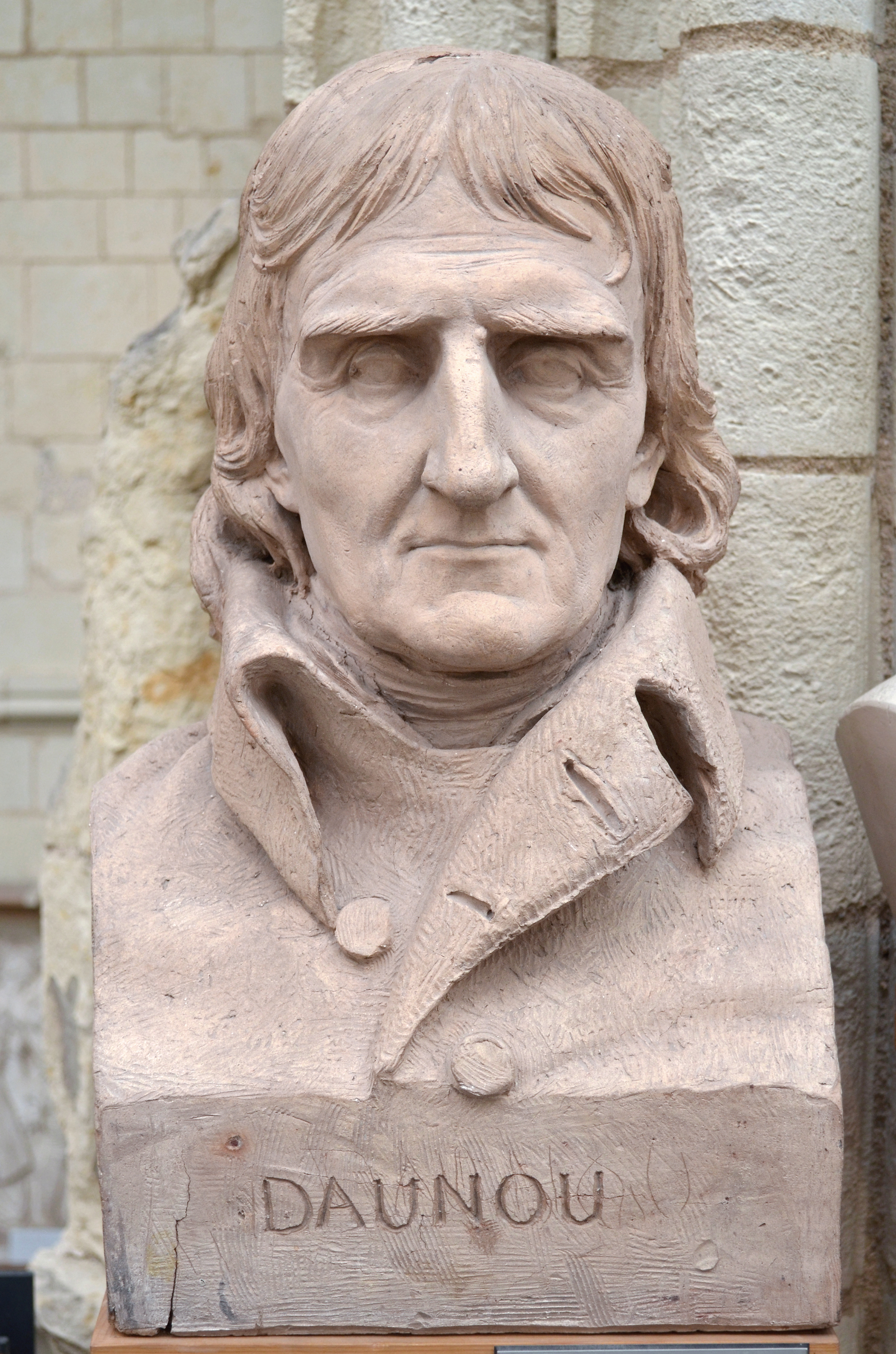
Buste de Pierre Daunou par le sculpteur David d'Angers (1840).

- Daunou fut, pour Bouillet, « remarquable par ses vertus privées et publiques ».
- « Peu d'hommes politiques ont eu moins d'ennemis que Daunou, et peu de carrières littéraires ont été plus utilement et plus dignement remplies. » (Dictionnaire des parlementaires français)
- Daunou a donné son nom à un boulevard et à un collège de sa ville natale, ainsi qu’à un théâtre et à une rue du 2e arrondissement de Paris.

## Sources
- (en) « Daunou, Pierre-Claude-François », Encyclopædia Britannica, 2005 (Encyclopædia Britannica Premium)
- Marie-Nicolas Bouillet  et Alexis Chassang (dir.), « Pierre Daunou » dans Dictionnaire universel d’histoire et de géographie, 1878 (lire sur Wikisource)
- « Pierre Daunou », dans Adolphe Robert et Gaston Cougny, Dictionnaire des parlementaires français, Edgar Bourloton, 1889-1891 [détail de l’édition]